# Bibbia dei Vescovi
La Bibbia dei Vescovi (Bishops' Bible) è un'edizione in inglese della Bibbia, pubblicata sotto l'autorità della Chiesa Anglicana nel 1568. Fu rieditata, con sostanziali modifiche, nel 1572, e nel 1602 costituì la base per la Bibbia di Re Giacomo.

## Storia
La Bibbia dei Vescovi fu commissionata per sostituire la Grande Bibbia del 1539, la prima Bibbia in inglese autorizzata, e la Bibbia di Ginevra del 1560.
La Bibbia di Ginevra promuoveva una teologia calvinista, che era osteggiata dalla maggior parte dei vescovi inglesi, aderenti alla Chiesa alta, perché, seppur d'accordo sulla maggior parte delle questioni teologiche, non erano invece d'accordo con l'opinione di Calvino secondo cui il governo della Chiesa avrebbe dovuto essere affidato ai presbiteriani piuttosto che al clero episcopale.
Tuttavia, la Grande Bibbia, unica autorizzata per il culto anglicano, era ormai obsoleta, in quanto tradotta dalla Vulgata Latina piuttosto che dagli originali in ebraico, aramaico e greco antico.

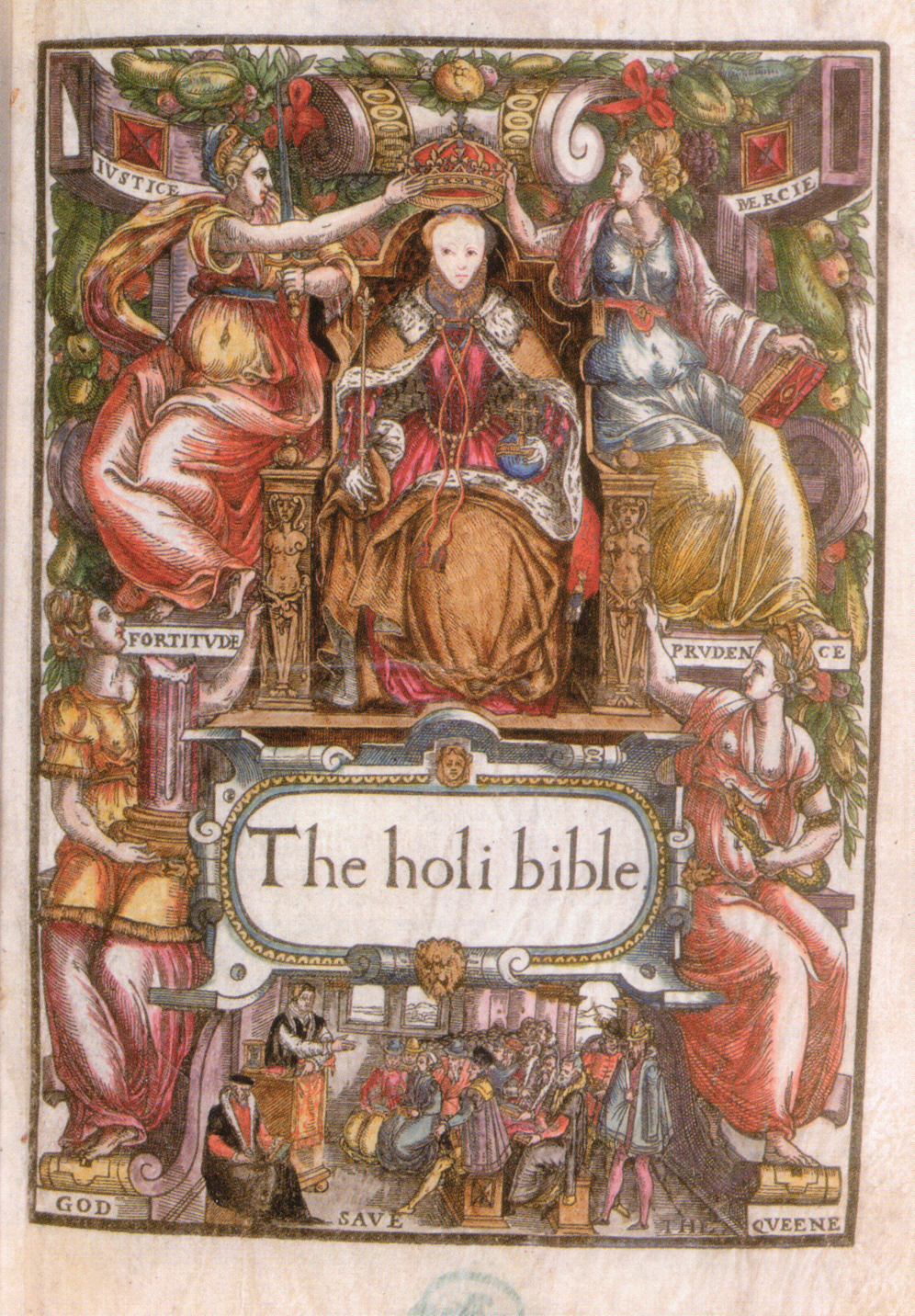
Frontespizio del 1569, raffigurante la regina Elisabetta I circondata dalle allegorie di Giustizia, Misericordia, Fortezza e Prudenza

Principale promotore del progetto, nonché figura di spicco fra i traduttori, fu Matthew Parker, Arcivescovo di Canterbury. Su sua iniziativa, dopo ogni sezione di testo furono apposte le iniziali del traduttore, in modo da renderli più inclini a fare un buon lavoro: ad esempio, dopo la sezione finale del Deuteronomio, si trovano le iniziali WE, che secondo una lettera di Parker a William Cecily stanno per William Alley, vescovo di Exter. Il lavoro di traduzione varia molto da libro a libro, perché al progetto mancava un capo redattore o un coordinatore generale: Parker, troppo impegnato per farlo lui stesso, non riuscì a trovare nessuno che reputò in grado di sostituirlo. Il risultato fu una sostanziale incoerenza sia a livello di traduzione che di teologia: se nella maggior parte dei libri il tetragramma YHWH è tradotto come "il Signore" e la parola Elohim con "Dio", nei Salmi è il contrario, mentre i testi di Parker sono più aderenti alla teologia della Grande Bibbia e quelli di Edmund Grindal a quella ginevrina. Gli apocrifi, infine, furono sostanzialmente copiati dalla Grande Bibbia.
Dopo una prima edizione nel 1568, la Bibbia fu sostanzialmente modificata e ripubblicata nel 1572. Alcune modifiche erano per rendere il linguaggio più ecclesiastico, altre furono correzioni teologiche. La traduzione dei Salmi, rivelatasi difficile da cantare, fu eliminata e sostituita con quella della Grande Bibbia. La versione del 1572 divenne quella standard per le funzioni, ma non riuscì a sostituire la Bibbia di Ginevra nell'uso domestico.
Differenti fra le due edizioni erano anche i formati: la prima edizione era di grande formato e ricca di illustrazioni, mentre la seconda era di dimensioni standard, priva di illustrazioni così come di note e riferimenti incrociati.
L'ultima edizione ufficiale della Bibbia dei Vescovi risale al 1602, prima di essere sostituita dalla Bibbia di Re Giacomo, ma traduzioni sempre aggiornate del Nuovo testamento continuarono a essere stampate fino al 1633, soprattutto per opporsi al Nuovo testamento di Reims.
In totale, la Bibbia dei Vescovi ebbe circa 50 edizioni complete o parziali, un terzo di quelle della Bibbia di Ginevra.

## Eredità
Nel 1602 la Bibbia dei Vescovi fu selezionata, fra numerose opzioni, per costituire la base della Bibbia di Re Giacomo, che dalla prima edizione, nel 1611, divenne il nuovo testo standard del culto anglicano.
Ciononostante, i successivi giudizi sulla Bibbia dei Vescovi furono critici. David Daniell scrisse che non era un'edizione amata e che non lo fu mai, perché meno che mediocre sia nella traduzione che nella teologia. Jack P. Lewis la definì "antipatica", anche se riconobbe che fu un punto importante nella storia delle traduzioni bibliche in inglese.
Attualmente, malgrado le sue relativamente poche ristampe, la Bibbia dei Vescovi è facilmente reperibile sul mercato sia accademico che popolare.
La Bibbia dei Vescovi è anche presente nella memoria popolare a causa del suo soprannome di "Bibbia della melassa", a causa della traduzione di Geremia 8.2 che recita "non c'è melassa a Gilead?", che fu giudicata involontariamente spassosa, anche se la formulazione era presa direttamente dalla Grande Bibbia. Nelle edizioni seguenti, la frase fu riscritta in "non c'è balsamo a Gilead?".